# WASP-21
WASP-21 este o stea de tip G (tip spectral G3V) care se află la sfârșitul vieții sale pe secvența principală, la aproximativ 850 de ani lumină distanță de Pământ, în constelația Pegas. Steaua este relativ săracă în metale, având doar 40% din elementele grele comparativ cu Soarele. Din punct de vedere cinetic, WASP-21 aparține discului gros al Căii Lactee. Are o exoplanetă numită WASP-21b.
Sondajul din 2012 nu a reușit să identifice niciun companion stelar pentru WASP-21.

## Denumire
În 2019, sistemul WASP-21 a fost ales ca parte a campaniei NameExoWorlds organizată de Uniunea Astronomică Internațională, care a desemnat fiecărei țări o stea și o planetă de numit. WASP-21 a fost repartizat Bulgariei. Propunerea câștigătoare a numit steaua Tangra, după o zeitate⁠(d) venerată de primii bulgari, iar planeta Bendida, după o zeitate venerată de traci.

## Sistemul Planetar
În 2010, WASP-21 a fost descoperită că găzduiește o planetă de tip Jupiter de către Wide Angle Search for Planets (WASP). Descoperirea a fost confirmată prin metoda vitezei radiale de către echipa WASP tot în 2010.
O analiză a variației timpului de tranzit nu a identificat alte planete în sistem.
În 2020, o analiză spectroscopică a relevat că atmosfera lui WASP-21 b este în mare parte lipsită de nori și conține sodiu.